# Šćrbinec
Šćrbinec is een plaats in de gemeente Zlatar in de Kroatische provincie Krapina-Zagorje. De plaats telt 18 inwoners (2001).